# Malcolm Muggeridge
Malcolm Muggeridge (ur. 24 marca 1903 w Sanderstead, zm. 14 listopada 1990 w Robertsbridge) – dziennikarz, pisarz i naukowiec.

## Życiorys
Wychował się w rodzinie przesiąkniętej fascynacją socjalizmem i bolszewizmem.
Ukończył University of Cambridge w 1924.
Był w latach 30. korespondentem brytyjskiego Manchester Guardian w Związku Sowieckim. Jako młody dziennikarz, zafascynowany Rosją, przeprowadził się do tego kraju wraz z żoną. Szybko zmienił swoje poglądy i jako jeden z nielicznych zachodnich dziennikarzy opisywał biedę i trudne życie w tym kraju.
Był jedynym obok Garetha Jonesa i Rhei Clyman anglojęzycznym autorem rzetelnych raportów o wielkim głodzie na Ukrainie. W anonimowej relacji dla Manchester Guardian Muggeridge wyraził opinię, że „głód na Ukrainie był jedną z najpotworniejszych zbrodni w dziejach, tak okropną, że ludzie w przyszłości z trudem dadzą wiarę, iż do niej doszło”.
Za rzetelne opisanie wielkiego głodu na Ukrainie w latach 1932–1933 został pośmiertnie nagrodzony przez prezydenta Ukrainy w 2009.
W latach 1966–1969 był rektorem Uniwersytetu Edynburskiego.
Nawrócił się pod wpływem spotkania z Matką Teresą w 1969.

## Dzieła
- Jesus Rediscovered (1969)
- Something Beautiful for God (1971)
- Jesus: The Man Who Lives (1976)
- In a valley of this restless mind (1978)
- Conversion (1988)
- A Third Testament: A Modern Pilgrim Explores the Spiritual Wanderings of Augustine, Blake, Pascal, Tolstoy, Bonhoeffer, Kierkegaard, and Dostoevsky
- Christ and the Media
- Chronicles of Wasted Time: An Autobiography
- Abortion and the Conscience of the Nation
- The End of Christendom
- In Search of C.S. Lewis
- Jesus, the man who lives
- Like it was: The diaries of Malcolm Muggeridge
- Picture Palace

## Odznaczenia
- Order „Za zasługi” III klasy, pośmiertnie (Ukraina, 2008)[4]